# 鄭梅玉
鄭梅玉（1956年—），台灣編織工藝家，主攻藺草編，出生於高雄市，現居於台灣台東縣台東市。

## 簡介
鄭梅玉出生於高雄市，因喜好編織，立志成為家政老師，卻在大學聯考時意外考入國立彰化師範大學生物系，成為一名生物老師。師大畢業後，被派到台東新生國中任教，在1991年林黃嬌老師在台東文化中心展出藺草作品後，重新燃起鄭梅玉對編織的熱情，在1994年報名林黃嬌老師的藺草編課程，後來更遠赴大甲向國寶草編藝師柯莊屘學技，隨後又向鹿港的黃志農老師學「柴絲草」編織，將柴絲草融入藺草編，增添作品的活潑性，1998年起鄭梅玉以「胼手胝足」參加文建會舉辦的「第一屆傳統工藝獎」，獲得編織類佳作，此後連年參加各種比賽，屢獲肯定，因此被國立台灣工藝研究發展中心列定為工藝之家。

## 展覽記錄
- 1999年　獲台東縣『地方美展』工藝類邀請（至今）
- 2003年　獲邀參加文建會『總統府藝廊－台東地方工藝展』及現場展演
- 2003年　獲邀參加文建會『羊年特展』於西班牙馬德里現場展演

## 得獎記錄
- 1998年　國立傳統藝術中心第一屆傳統工藝獎編織類佳作
- 1999年　國立傳統藝術中心第二屆傳統工藝獎編織類佳作
- 2000年　國立傳統藝術中心第三屆傳統工藝獎編織類佳作
- 2000年　台中縣立文化中心第六屆編織工藝獎入選
- 2000年　參加國立傳統藝術中心舉辦「人間藝匠　巧奪天工」得獎作品全巡迴獎
- 2001年　日本『第25回紀念日本手工藝美術展覽會』會長賞
- 2001年　國立臺灣工藝研究所第九屆「工藝之夢」入選
- 2001年　第五十五屆台灣省美展工藝類優選
- 2001年　國立台灣工藝研究所第一屆國家工藝獎三等獎
- 2002年  第五十六屆台灣省美展工藝類入選
- 2002年  第十六屆南瀛美展工藝類優選
- 2002年  第十六屆全國美展工藝類第三名
- 2003年　第五十七屆台灣省美展工藝類入選
- 2004年　第五十八屆台灣省美展工藝類入選
- 2004年　第九屆大墩美展工藝類入選
- 2004年　第十七屆南瀛美展工藝類入選
- 2005年　獲第一屆大墩工藝師認證
- 2005年　第九屆大墩美展工藝類入選
- 2006年　第十八屆南瀛美展工藝類入選
- 2006年　國立台灣工藝研究所第六屆國家工藝獎編織類入選
- 2007年　第十八屆南瀛美展工藝類入選
- 2007年　國立台灣工藝研究所「台灣工藝競賽」入選

## 資料來源
- 國立台灣工藝研究發展中心--鄭梅玉 （页面存档备份，存于）